# Leonid Dunayev
Leonid Vladímirovich Dunayev –en ruso, Леонид Владимирович Дунаев– (1954-2002) fue un deportista soviético que compitió en esgrima, especialista en la modalidad de espada. Ganó cuatro medallas en el Campeonato Mundial de Esgrima entre los años 1977 y 1981.

## Palmarés internacional
| Campeonato Mundial | Campeonato Mundial         | Campeonato Mundial | Campeonato Mundial |
| Año                | Lugar                      | Medalla            | Prueba             |
| ------------------ | -------------------------- | ------------------ | ------------------ |
| 1977               | Buenos Aires (Argentina)   | Medalla de bronce  | Espada por equipos |
| 1978               | Hamburgo (RFA)             | Medalla de plata   | Espada por equipos |
| 1979               | Melbourne (Australia)      | Medalla de oro     | Espada por equipos |
| 1981               | Clermont-Ferrand (Francia) | Medalla de oro     | Espada por equipos |